# دراسة تأثيرات بعض العقاقير على الحيوانات

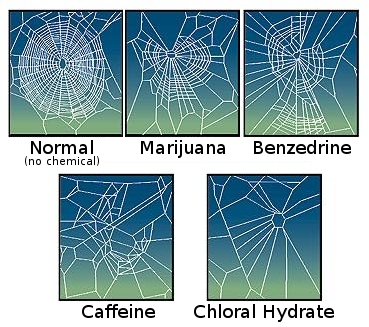
العقاقير التي أعطيت للعناكب أثرت على قدرة العناكب على بناء الشبكة. الشبكات التي تبنى بواسطة العناكب تحت تأثير عقار ثنائي إيثيل أميد حمض الليسرجيك (LSD) اظهرت انتظامية متزايدة.

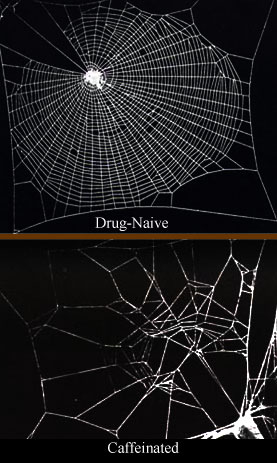
اثر مادة الكافيين على قدرة العناكب على انشاء شبكتها.

يمكن أن يكون للأدوية ذات التأثير النفسي مثل الكافيين والأمفيتامين والمسكالين وثنائي إيثيل أميد حمض الليسرجيك (LSD) والماريجوانا وهيدرات الكلورال والثيوفيلين و IBMX وغيرها تأثيرات قوية على بعض الحيوانات. من المعتقد أن النباتات طورت مادة الكافيين كدفاع كيميائي ضد الحشرات.

## اللافقاريات

### العناكب
في عام 1948 و 1995، درس العلماء تأثيرات بعض العقاقير على العناكب. وهذا ما وجدوه
تعد هذه التجربة حتى الآن واحدة من أغرب التجارب العلمية على الإطلاق.
معظم العناكب المدارية تنسج شبكاتها في الساعات الأولى من الصباح الباكر.
بالنسبة للخبير في علم الحيوان هانز بيترز وفي عام 1948، كان يعمل على دراسة شبكات العناكب وذلك في جامعة توبنغن في ألمانيا، وهذا العمل كان مزعج بالنسبة له حيث أن ذلك يعني أنه يتوجب عليه أن يكون مستيقظاً ما بين الساعة الثانية والخامسة صباحاً في معظم أيام الأسبوع ليتمكن من إكمال دراسته.
سأل العام بيترز أحد الصيادلة ويدعى بيتر وت ليساعده ليجد حلاُ لهذه المشكلة.
قام حينها الصيدلاني وت بتزويد العناكب بالماء والسكر مضافة إلى الكافيين، الميسكالين، الأمفيتامين، LSD أو الإستركنين - مركب كيميائي سام يستخدم في المبيدات الحشرية –
وذلك لمحاولة جعل العناكب تقوم بالنسج في أوقات مختلفة من اليوم
قامت العناكب المسمومة بتغيير حجوم وأشكال شبكاتها، جاعلةً اياها أصغر حجماً وأقل انتظاماً، ولكنها استمرت في الحياكة في الصباح الباكر.
وجد وت أيضاً أن العناكب المكفينة - التي تجرعت كمية من الكافيين – أنتجت شبكات اصغر حجماً ولكنها أكثر عرضاً وأيضاً جرعات قليلة من LSD جعلت العناكب تدور الشبكات بأنماط منتظمة.
استسلم بيترز في نهاية المطاف، ولكن وت استمر في دراسة العناكب.
" تحليلات الدكتور وت المفصلة كشفت أنه في حين أن جميع شبكات العنكبوت تبدو في الأساس على حد سواء، كل واحد منها هي فريدة من نوعها للعنكبوت الذي بناها.
في حقيقة الأمر أن دكتور وت كان قادرا قريبا لتحديد العناكب غير المنتظمة من خلال نسيجها.
كما تعكس الشبكات العلاقات الجينية؛ تلك التي بناها العناكب الأخوة هي على حد سواء أكثر تشابهاً من تلك التي شيدت من قبل أبناء العمومة"
في عام 1995 علماء في ناسا قاموا باستنساخ دراسة عقاقير وت الأصلية ووجدوا نتائج مشابهة.
استخدموا نوع من العناكب المنزلية يسمى (Araneus diadematus) وقاموا بإعطائه الكفايين، الأمفيتامين، الماريجوانا وهيدرات الكلورال.
قامت العناكب حينها بنسج شبكات غريبة، واستخدم الباحثون أدوات إحصائية مختلفة ومعالجات الصور لتحليلها.
«المادة الكيميائية الأكثر سمية هي المادة الأكثر تشويهاً للشبكة والتي تظهر مقارنةً بالشبكة الطبيعية» هكذا كتب الباحثون في ورقتهم البحثية.

## الثديات

### الفيلة
"توسكو" هو اسم ذكر فيل في حديقة حيوان أوكلاهوما سيتي في الهند. في 3 أغسطس 1962 قام باحثون من جامعة أوكلاهوما بحقن 297 ملغ من عقار إل إس دي، وهو ما يقرب من ثلاثة آلاف ضعف الجرعة الآمنة للإنسان، في غضون خمس دقائق سقط على الأرض ومات بعد ساعة وأربعين دقيقة. يُعتقد أن عقار إل إس دي هو سبب وفاته على الرغم من أن بعض الباحثين توقع أن الأدوية التي استخدمها الباحثون في محاولة لإحيائه ربما تكون قد ساهمت في وفاته. في عام 1984 كرر عالم النفس رونالد ك. سيجل التجربة على فيلين آخرين باستخدام عقار إل إس دي فقط ولكن هذه المرة كلاهما نجا.

## روابط خارجية
- Nets made by spiders fed on drug-dosed flies
- Elephants on Acid: and Other Bizarre Experiments ISBN 0-15-603135-3
- LSD related death of an elephant